# ハルツーム州
ハルツーム州（ハルツームしゅう、アラビア語: ولاية الخرطوم Wilāyat al-Ḫarṭūm、英語: Khartoum State）は、スーダンの州である。面積22,142 km2、人口7,993,900人(2018年推計値)。州内に首都のハルツームがある。

## 行政区画

下位区分

ハルツーム州は7つに分割される。
1. ハルツーム
2. Um Badda
3. オムドゥルマン
4. Karary
5. アル・ハルツーム・バフリ
6. Sharg En Nile
7. Cartum Sul